# Carlos Danieli
Carlos Poncio Danieli (Frederico Westphalen, 21 luglio 1977) è un ex giocatore di calcio a 5 brasiliano.

## Palmarès
- Coppa di Spagna: 1
Santiago: 2005-06
- Coppa Italia: 1
Lazio: 2010-11
- Supercoppa italiana: 1
Luparense: 2009